# Aethionema retsina
Aethionema retsina es una especie de planta fanerógama de la familia Brassicaceae. Es endémica de Grecia y su hábitat natural son los matorrales Mediterráneos y las áreas rocosas. Está tratada en peligro de extinción por pérdida de hábitat.

## Descripción
Es un planta perenne arbustiva que se encuentra normalmente en menos de medio kilómetro de la orilla del mar en la piedra caliza vertical, a una altitud de 10-200 m sobre el nivel del mar, prefiriendo pequeñas grietas y hábitats sombreados. Esta especie no fue descubierta hasta 1969 y descrita oficialmente en 1973. Es típico de la comunidad vegetal especialista adaptada para crecer en las grietas rocosas de los acantilados costeros. La planta es carnosa, que es una adaptación ecológica a la niebla salina y común en muchas plantas de la costa. Los científicos han estado llevando a cabo experimentos de cruzamiento con A. retsina y otros miembros de la misma familia, incluyendo las plantas de enorme importancia agrícola como el repollo, colza y mostaza. Los científicos están particularmente interesados en conjunto de cromosomas de esta especie y cómo se relaciona con las de especies cultivadas. Una aplicación futura podría ser la de mejorar genéticamente las especies cultivadas estrechamente relacionados con las propiedades (por ejemplo, la tolerancia a la sal y la resistencia a la sequía) que se encuentran en A. retsina . 

## Taxonomía
Aethionema retsina fue descrita por Phitos & Snogerup y publicado en Botaniska Notiser 126: 142. 1973.